# Claque-doigt

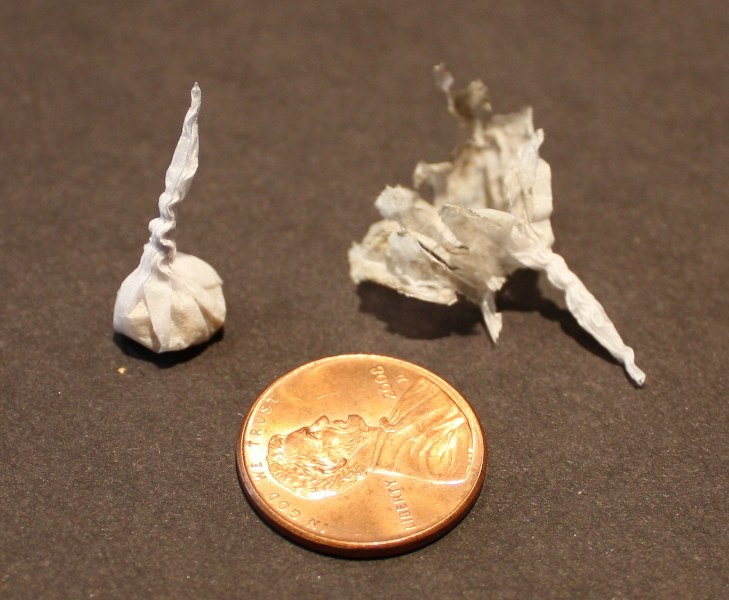
Deux claque-doigts dont un a été utilisé.

Un claque-doigt ou clac-doigt parfois appelé Petsec est un pétard de type pois fulminant explosant au choc, dans le but de générer un bruit.

## Composition
Les claque-doigts sont constitués d'une petite quantité de gravier ou de sable grossier enrobé d'une infime quantité (~0,2 milligrammes) de fulminate d'argent et placé dans un papier à cigarette tordu pour produire une forme ressemblant à une cerise. Le fulminate d'argent, sensible au frottement, explose à la moindre contrainte mécanique ou thermique (lorsqu'on marche dessus, qu'on l'enflamme ou qu'on le lance sur une surface dure...), produisant un bruit tranchant semblable à celui d'un pistolet à amorce (en).
Malgré la production d'une détonation hautement explosive, le rapport de masse extrêmement élevé du gravier par rapport à l'explosif agit comme un tampon pour garantir qu'ils ne produisent que le « craquement » audible de l'onde de choc supersonique ; ils sont incapables de produire des dommages physiques, même lorsqu'ils explosent dans la main. L'explosion est incapable de propulser le gravier sur une longue distance qui tombe généralement au sol, ce qui les rend sûrs pour une utilisation en tant que jouet, raison pour laquelle ils sont largement vendus dans le monde depuis les années 1950.

## Production
Les claque-doigts sont principalement produits, avec les autres pétards et feux d'artifice d'exportation, au Brésil, en Corée et en Chine. Ils sont généralement emballés dans de la sciure de bois pour les empêcher d'exploser en raison d'une manipulation brutale pendant le transport. Ils sont vendus dans des magasins de farces et attrapes ou de petits jouets.

## Dans la culture populaire
- Dans le film de 1985 Les Goonies, Data utilise des claque-doigts comme « pièges » contre la famille Fratelli.
- Dans l'épisode de South Park : Good Times with Weapons, Cartman agace Kyle en lui lançant constamment des claque-doigts à ses pieds.
- Dans le pilote d'American Horror Story, des jumeaux utilisent des claque-doigts pour effrayer[3].